# Szőllősy Mihály
Szőllősy Mihály, Szőllősi (Kecskemét, 1819. augusztus 22. (keresztelés) – Pápa, 1858. június 6.) színész, igazgató.

## Életútja
Szőllősi Mihály és Balogh Erzsébet fiaként született. 1840-ben tűnt fel először. Az 1850-es évek elejétől rendezéssel is foglalkozott. Egy időben közös társulata volt Szuper Károllyal, később önálló társulatával az egész Dunántúlt bejárta. Erről így ír a Hölgyfutár 1857. november 16-iki száma: „az igazgató, ki különben teljes elismerésünket érdemli, mint értesültünk, kevés időt engedett a szereptanulásra”. Jutalomjátéka volt 1853. február 19-én a Zrínyi Miklósban (Andrád?); 1854. január 3-án pedig a Dalmában.
1858. június 6-án, 39 éves korában hunyt el Pápán tüdővészben, június 8-án helyezték örök nyugalomra.
Felesége: Tamási Judit, leánya Szőllősy Nina színésznők voltak.

## Működési adatai
1840: Győr; 1841: Esztergom; 1845: Esztergom; 1848: Esztergom.
Igazgatóként működött: 1852: Nagykanizsa–Székesfehérvár; 1853: Szombathely; 1856: Pápa–Kőszeg; 1857: Székesfehérvár–Zalaegerszeg–Szombathely.